# Новочановское
Новочановское — село в Барабинском районе Новосибирской области. Административный центр Новочановского сельсовета.

## География
Площадь села — 84 гектара.

## История
Основано в 1932 году. В 1965 году указом Президиума Верховного Совета РСФСР посёлок фермы № 1 Барабинского молочного совхоза переименован в село Новочановское.

## Население
| 2002 | 2007 | 2010 |
| ---- | ---- | ---- |
| 948  | ↘944 | ↘878 |

## Инфраструктура
В селе по данным на 2007 год функционируют 1 учреждение здравоохранения, 2 образовательных учреждения.

## Известные уроженцы
- Афанасьев, Сергей Николаевич (род. 1958) — советский и российский театральный режиссёр.